# محمد بن إسماعيل البخاري
أبُو عَبدِ الله مُحَمَّدُ بنُ إسماعِيلَ البُخارِيُّ الجُعْفِيُّ المَذْحِجيُّ (13 شوال 194 هـ - 1 شوال 256 هـ) / (20 يوليو 810 م - 1 سبتمبر 870 م) هو أحد كبار الحفّاظ(1) الفقهاء من أهم علماء الحديث وعلوم الرجال والجرح والتعديل والعلل عند أهل السنة والجماعة. له مصنّفات كثيرة أبرزها كتاب الجامع الصحيح، المشهور باسم صحيح البخاري، الذي يعد أوثق الكتب الستة الصحاح، والذي أجمع علماء أهل السنة والجماعة على أنه أصح الكتب بعد القرآن الكريم. وقد أمضى في جمعه وتصنيفه ستة عشر عاماً. نشأ يتيماً وطلب العلم منذ صغره، ورحل في أرجاء العالم الإسلامي رحلة طويلة للقاء العلماء وطلب الحديث وسمع من قرابة ألف شيخ، وجمع حوالي ستمائة ألف حديث. اشتهر شهرة واسعة، وأقرّ له أقرانه وشيوخه ومن جاء بعده من العلماء بالتقدّم والإمامة في الحديث وعلومه، حتّى لقّب بأمير المؤمنين في الحديث.(2) وتتلمذ على يديه كثير من كبار أئمة الحديث كمسلم بن الحجاج وابن خزيمة والترمذي وغيرهم، وهو أول من وضع في الإسلام كتاباً مجرّداً للحديث الصحيح. وأوّل من ألّف في تاريخ الرجال. امتُحن أواخر حياته، وتُعصّب عليه حتى أُخرج من نيسابور وبخارى فنزل بإحدى قرى سمرقند حيث مرض وتوفِّي.

## اسمه ونسبه
هو محمد بن إسماعيل بن إبراهيم بن المغيرة بن بَرْدِزبَه(3) الجعفي البخاري. وقد اختلف المؤرخون حول أصله، عربي أم فارسي أم تركي، فأخذ بعضهم كأبي الوليد الباجي، والخطيب البغدادي، والنووي، وابن ناصر الدين، والذهبي، وغيرهم برواية أبي أحمد بن عدي الجرجاني في كتاب الكامل أن جدّه الأكبر بردزبه كان فارسي الأصل، عاش ومات مجوسيّاً. ويقال جدّه المغيرة قد أسلم على يد والي بخارى: يمان المسندي البخاري الجعفي. فانتمى إليه بالولاء(4) وانتقل الولاء في أولاده، وأصبح الجعفي نسباً له ولأسرة البخاري.
وقيل أنه تركي أصله من الأوزبك وهو ما لمح له عدد من المؤرخين مثل حمد الله المستوفي وأبو سعيد الجرديزي وعبد الرزاق السمرقندي وإغناطيوس كراتشكوفسكي وفاسيلي بارتولد.
وقيل أنه عربي أصله من الجعفيين.(5) فذكر عدد من العلماء أن جدّه الأكبر هو الأحنف الجعفي وأن «بَرْدِزبَه» صفة وليس اسماً وتعني «الفلاح» وهو ما تعود العرب عليه في البلدان الأعجمية، وممن اعتمدوا هذا الرأي ابن عساكر، وابن حجر العسقلاني، وتاج الدين السبكي، وزين الدين العراقي، وابن تغري،، ورجّحه عدد من المعاصرين منهم مصطفى جواد، وناجي معروف، وعبد العزيز الدوري، وصالح أحمد العلي، وحسين علي محفوظ، وفاروق عمر فوزي ولبيد إبراهيم أحمد العبيدي.

## نشأته
ولد الإمام البخاري في بخارى إحدى مدن أوزبكستان "حالياً"، ليلة الجمعة الثالث عشر من شوال سنة 194 هـ، وتربّى في بيت علم إذ كان أبوه من العلماء المحدّثين، واشتهر بين الناس بسمته وورعه، ورحل في طلب الحديث وروى عن مالك بن أنس وحماد بن زيد كما رأى عبد الله بن المبارك. وتوفّيَ والإمام البخاري صغير. فنشأ البخاري يتيماً في حجر أمه، وروى المؤرخون أن بصره أصيب وهو صغير، فرأت أمه إبراهيم عليه السلام في المنام فقال لها:«يا هذه قد رد الله على ابنك بصره لكثرة بكائك ولكثرة دعائك» فأصبح وقد رد الله عليه بصره.
ومال البخاري إلى طلب العلم وحفظ الأحاديث وتحقيقها وهو حديث السنّ، فدخل الكتّاب صبيّاً وأخذ في حفظ القرآن الكريم وأمهات الكتب المعروفة في زمانه، حتى إذا بلغ العاشرة من عمره، بدأ في حفظ الحديث، والاختلاف إلى الشيوخ والعلماء، وملازمة حلقات الدروس، وبالإضافة إلى حفظ الحديث، فإنه كان حريصاً على تمييز الأحاديث الصحيحة من الضعيفة ومعرفة علل الأحاديث وسبر أحوال الرواة من عدالة وضبط ومعرفة تراجمهم وإتقان كلّ ما يتعلّق بعلوم الحديث عموماً. ثم حفظ كتب عبد الله بن المبارك ووكيع بن الجراح وهو ابن ست عشرة سنة، وفي تلك السنة حوالي عام 210 هـ خرج من بخارى راحلاً إلى الحج بصحبة والدته وأخيه أحمد، حتى إذا انتهت مناسك الحج رجعت أمه مع أخيه إلى بلدها، بينما تخلف البخاري لطلب الحديث والأخذ عن الشيوخ، فلبث في مكة مدّة ثم رحل إلى المدينة النبوية، وهناك صنّف كتاب التاريخ الكبير وعمره ثماني عشرة سنة. قال أبو جعفر محمد بن أبي حاتم تلميذ البخاري وورّاقه وصاحبه: «قلت للبخاري: كيف كان بدء أمرك؟ قال: ألهمت حفظ الحديث في الكتّاب ولي عشر سنين أو أقل، وخرجت من الكتّاب بعد العشر، فجعلت أختلف إلى الداخليّ وغيره، فقال يوماً فيما يقرأ على الناس: سفيان عن أبي الزبير عن إبراهيم. فقلت له: إن أبا الزبير لم يرو عن إبراهيم. فانتهرني. فقلت له: ارجع إلى الأصل. فدخل ثم خرج فقال لي: كيف يا غلام؟ قلت: هو الزبير بن عدي عن إبراهيم. فأخذ القلم مني وأصلحه. وقال: صدقت.» قال: «فقال للبخاري بعض أصحابه: ابن كم كنت؟ قال: ابن إحدى عشرة سنة. فلما طعنت في ست عشرة سنة حفظت كتب ابن المبارك ووكيع وعرفت كلام هؤلاء، ثم خرجت مع أمي وأخي أحمد إلى مكة فلما حججت رجع أخي بها وتخلفت في طلب الحديث، فلما طعنت في ثماني عشرة سنة جعلت أصنف قضايا الصحابة والتابعين وأقاويلهم وذلك أيام عبيد الله بن موسى وصنفت كتاب التاريخ إذ ذاك عند قبر النبي صلى الله عليه وسلم في الليالي المقمرة وقلّ اسم في التاريخ إلا وله عندي قصة، إلا أني كرهت تطويل الكتاب.»

## رحلاته العلمية

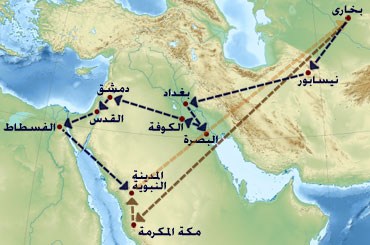
رسم تقريبي لرحلة الإمام البخاري في طلب الحديث

تعددت رحلات الإمام البخاري العلمية للأخذ عن الشيوخ، والرواية عن المحدّثين، فزار أكثر البلدان والأمصار الإسلامية في ذلك الزمان للسماع من علمائها. وابتدأ طلبه للعلم في بلده بخارى بعد خروجه من الكتّاب، فسمع من شيوخ بلده، ثم توسع ورحل إلى الأقاليم المجاورة ليسمع من شيوخها، فرحل إلى بلخ، ومرو، والريّ وهراة ونيسابور. وكان عمره أول مرة دخل نيسابور خمس عشرة سنة. قال الحاكم النيسابوري: «أول ما ورد البخاري نيسابور سنة تسع ومائتين، ووردها في الأخير سنة خمسين ومائتين، فأقام بها خمس سنين يحدث على الدوام.» ثم ارتحل إلى الحجاز فدخل مكة ثم رحل إلى المدينة النبوية فاستقرّ بها مدّة، ثم انطلق في الأمصار حتى شملت رحلاته أغلب الحواضر العلمية في وقته. فرحل إلى العراق فدخل بغداد وواسط والكوفة والبصرة وبالشام: دمشق وحمص وقيسارية وعسقلان كما رحل إلى مصر.
قال الخطيب البغدادي: «رحل في طلب العلم إلى سائر محدثي الأمصار، وكتب بخراسان، والجبال، ومدن العراق كلها، وبالحجاز والشام ومصر.» قال البخاري: «دخلت بغداد آخر ثمان مرات، كل ذلك أجالس أحمد بن حنبل. فقال لي في آخر ما ودعته: يا أبا عبد الله، تترك العلم والناس وتصير إلى خراسان!» وقال: «لقيت أكثر من ألف رجل من أهل العلم أهل الحجاز ومكة والمدينة والكوفة والبصرة وواسط وبغداد والشام ومصر لقيتهم كرات قرناً بعد قرن ثم قرناً بعد قرن أدركتهم وهم متوافرون أكثر من ست وأربعين سنة، أهل الشام ومصر والجزيرة مرتين، وبالبصرة أربع مرات في سنين ذوي عدد، وبالحجاز ستة أعوام، ولا أحصي كم دخلت الكوفة وبغداد.» وأراد الرحلة إلى اليمن ليسمع من عبد الرزاق الصنعاني فلم يُقدّر له ذلك. قال أبو الفضل محمد بن طاهر المقدسي: «قدم البخاري ببغداد سنة عشر ومائتين وعزم على المضي إلى عبد الرزاق باليمن فالتقى بيحيى بن جعفر البيكندي فاستخبره فقال مات عبد الرزاق ثم تبين أنه لم يمت فسمع البخاري حديث عبد الرزاق من يحيى بن جعفر».

## شيوخه وتلاميذه

### شيوخه ومن روى عنهم
أتاحت للإمام البخاري رحلاته الكثيرة وتطوافه الواسع في الأقاليم لقاء عدد كبير من الشيوخ والعلماء، حتى بلغوا أكثر من ألف رجل. قال البخاري: «كتبت عن ألف وثمانين نفساً ليس فيهم إلا صاحب حديث.» وقال: «دخلت بلخ فسألوني أن أملي عليهم لكل من كتبت عنه فأمليت ألف حديث عن ألف شيخ.» ولم يكن البخاري يروي كل ما يأخذه أو يسمعه من الشيوخ بل كان يتحرى ويدقق فيما يأخذ، فقد سئل مرة عن خبر حديث فقال: « يا أبا فلان تراني أدلس؟! تركت أنا عشرة آلاف حديث لرجل لي فيه نظر، وتركت مثله أو أكثر منه لغيره لي فيه نظر.»
وقد اهتمّ العلماء بذكر شيوخ البخاري فسمّاهم بعض العلماء ورتّبهم على الأقطار ورتّبهم بعضهم حسب الطبقة، ورتّبهم بعضهم حسب عدد الروايات، ورتّبهم بعضهم على حروف المعجم. قال النووي: «هذا الباب واسع جداً لا يمكن استقصاؤه، فأنبه على جماعة من كل إقليم وبلد، ليستدل بذلك على اتساع رحلته، وكثرة روايته، وعظم عنايته.» ومن أهم وأبرز شيوخ البخاري الذين أّثروا في تكوينه العلمي ومنهجه الحديثي: علي بن المديني، وهو من أكثر الشيوخ الذين تأثر بهم البخاري، قال: «ما استصغرت نفسي عند أحد إلا عند علي بن المديني.» وأحمد بن حنبل، وإسحاق بن راهويه، ويحيى بن معين، والفضل بن دكين. ومن أهمّ شيوخه الذين سمع منهم في البلدان:

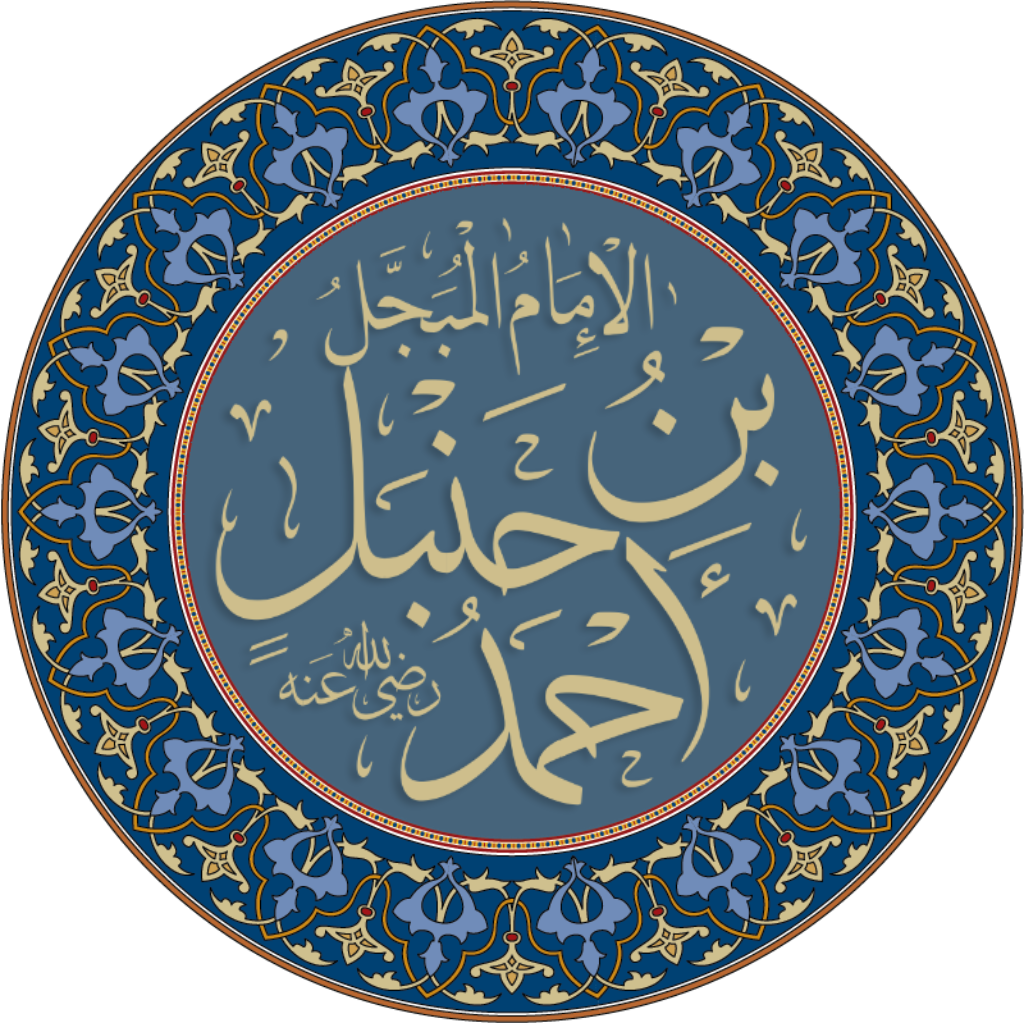
الإمام أحمد بن حنبل، من أبرز الشيوخ الذين سمع منهم الإمام البخاري

بمكة: أبو الوليد أحمد بن محمد الأزرقي، وعبد الله بن يزيد المقرئ، وأبو بكر عبد الله بن الزبير الحميدي، وأقرانهم. وبالمدينة: إبراهيم بن المنذر الخزامي، وأحمد بن القاسم الزهري، ومطرف بن عبد الله بن الشخير، وإبراهيم بن حمزة، وأبو ثابت محمد بن عبيد الله، وعبد العزيز بن عبد الله الأويسي، وأقرانهم. وبالشام: محمد بن يوسف الفريابي، وآدم بن أبي إياس، وأبو اليمان الحكم بن نافع، وحيوة بن شريح، وأقرانهم. وببخارى: محمد بن سلام البيكندي، وعبد الله بن محمد المسندي، وهارون بن الأشعث، وأقرانهم. وبمرو: علي بن الحسن بن شقيق، وعبدان عبد الله بن عثمان بن جبلة، ومحمد بن مقاتل، وأقرانهم. وببلخ: مكي بن إبراهيم، ويحيى بن بشر البلخي، والحسن بن شجاع، وقتيبة بن سعيد، وأقرانهم، وقد أكثر بها. وبنيسابور: يحيى بن يحيى التميمي، وبشر بن الحكم، وإسحاق بن راهويه، ومحمد بن رافع، ومحمد بن يحيى الذهلي، وأقرانهم. وبالريّ: إبراهيم بن موسى الرازي. وببغداد: محمد بن عيسى الطباع، وسريج بن النعمان، وأحمد بن حنبل، وأقرانهم، وبواسط: حسان بن عبد الله بن سهل، وسعيد بن عبد الله بن سليمان، وأقرانهم. وبالبصرة: أبو عاصم النبيل، وصفوان بن عيسى الزهري، وعفان بن مسلم الصفار، وسليمان بن حرب، وأبو الوليد الطيالسي، ومحمد بن الفضل عارم، وأقرانهم. وبالكوفة: الفضل بن دكين، وإسماعيل بن أبان، والحسن بن الربيع، وطلق بن غنام، وقبيصة بن عقبة وأقرانهم. وبمصر: سعيد بن أبي مريم، وأصبغ بن الفرج، ويحيى بن عبد الله بن بكير، وأقرانهم.
ونظراً لكثرة شيوخ البخاري واختلاف أمصارهم وجهاتهم فقد حصرهم المحدّثون كابن حجر العسقلاني في خمس طبقات:
- الطبقة الأولى: من حدثه عن التابعين: مثل مكي بن إبراهيم وأبي عاصم النبيل والفضل بن دكين وغيرهم، وشيوخ هؤلاء كلهم من التابعين.
- الطبقة الثانية: من كان في عصر هؤلاء لكن لم يسمع من ثقات التابعين: كآدم بن أبي إياس وسعيد بن أبي مريم وأمثالهم.
- الطبقة الثالثة: هي الوسطى من مشايخه، وهم من لم يلق التابعين بل أخذ عن كبار تبع الأتباع: كسليمان بن حرب وعلي بن المديني ويحيى بن معين وأحمد بن حنبل وإسحاق بن راهويه وأمثال هؤلاء. وهذه الطبقة قد شاركه مسلم في الأخذ عنهم.
- الطبقة الرابعة: رفقاؤه في الطلب وبعض شيوخه ممن سمع قبله قليلاً، كمحمد بن يحيى الذهلي وأبي حاتم الرازي وجماعة من نظرائهم، وإنما يخرج عن هؤلاء ما فاته عن مشايخه، أو ما لم يجده عند غيرهم.
- الطبقة الخامسة: قوم في عداد طلبته في السن والإسناد، سمع منهم للفائدة: كعبد الله بن حماد الآملي وعبد الله بن أبي العاص الخوارزمي وحسين بن محمد القباني وغيرهم، وقد روى عنهم أشياء يسيرة. وعمل في الرواية عنهم بما روي عن وكيع قال: «لا يكون الرجل عالماً حتى يحدث عمن هو فوقه، وعمن هو مثله، وعمن هو دونه.»[60]

وقد صنّف عدد من العلماء كتباً للعناية بأسماء شيوخ البخاري منها:
- أسامي من روى عنهم محمد بن إسماعيل البخاري من مشايخه الذين ذكرهم في جامعه الصحيح على حروف المعجم. لأبي أحمد عبد الله بن عدي الجرجاني.
- أسامي مشايخ الإمام البخاري: لمحمد بن إسحاق بن منده.
- أسامي شيوخ البخاري: لرضيّ الدين الحسن بن محمد الصغاني.
- المعلم بأسامي شيوخ البخاري ومسلم: لأبي بكر محمد بن إسماعيل بن محمد بن خلفون.
- شيوخ البخاري ومسلم: لأبي الفضل محمد بن طاهر المقدسي.
- التعريف بشيوخ حدّث عنهم البخاري: لأبي علي الحسين بن محمد الغساني.

### تلاميذه ومن روى عنه

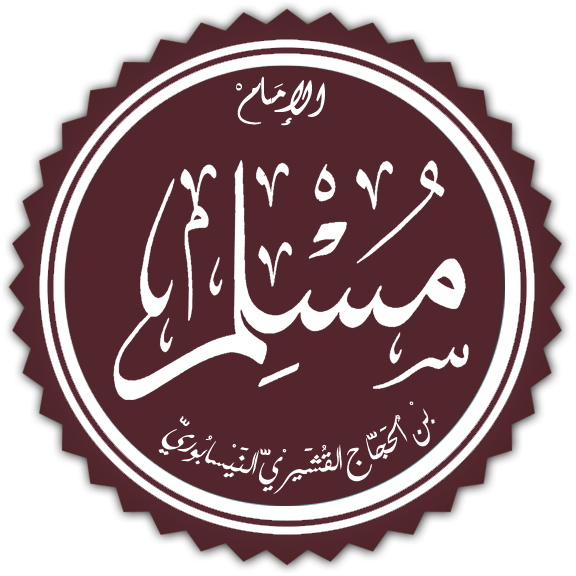
الإمام مسلم بن الحجاج، أحد أبرز تلاميذ الإمام البخاري وصاحب كتاب صحيح مسلم، ثاني أصح الكتب المصنّفة عند أهل السنّة والجماعة بعد صحيح البخاري

تتلمذ على البخاري وسمع واستفاد منه عدد كبير جداً من طلّاب العلم والرواة والمحدّثين، قال أبو علي صالح بن محمد جزرة: «كان محمد بن إسماعيل يجلس ببغداد وكنت أستملي له، ويجتمع في مجلسه أكثر من عشرين ألفاً.» وروى الخطيب البغدادي عن محمد بن يوسف الفربري أحد أكبر تلاميذ البخاري أنه قال: «سمع الصحيح من البخاري معي نحوٌ من سبعين ألفاً.» وروي أن عدد من سمع منه كتابه الصحيح بلغ تسعين ألفاً. ولم يكد يشتهر بين الناس بسعة حفظه وتثبّته وإتقانه حتى أقبل طلاب الحديث يسعون إليه ويتحلّقون حوله طلباً للرواية عنه والسماع منه، قال محمد بن أبي حاتم ورّاق البخاري: «كان أهل المعرفة يعدون خلفه في طلب الحديث وهو شاب حتى يغلبوه على نفسه ويجلسوه في بعض الطريق فيجتمع عليه ألوف أكثرهم ممن يكتب عنه وكان شاباً لم يخرج وجهه.» وقال يوسف بن موسى المروروذي: «كنت بجامع البصرة إذ سمعت منادياً ينادي: يا أهل العلم، قد قدم محمد بن إسماعيل البخاري. فقاموا في طلبه، وكنت فيهم، فرأيت رجلاً شاباً يصلي خلف الأسطوانة، فلما فرغ أحدقوا به، وسألوه أن يعقد لهم مجلس الإملاء، فأجابهم. فلما كان من الغد اجتمع كذا كذا ألف، فجلس للإملاء، وقال: يا أهل البصرة أنا شاب، وقد سألتموني أن أحدثكم وسأحدثكم بأحاديث عن أهل بلدكم تستفيدون الكل: حدثنا عبد الله بن عثمان بن جبلة بن أبي رواد بلديكم، قال: حدثنا أبي، قال: حدثنا شعبة، عن منصور، وغيره، عن سالم بن أبي الجعد، عن أنس أن أعرابياً قال: يا رسول الله الرجل يحب القوم... الحديث. ثم قال: هذا ليس عندكم، إنما عندكم عن غير منصور. وأملى مجلساً على هذا النسق.»
ولم يقتصر الانتفاع من البخاري على التلاميذ بل شملت شيوخه، قال البخاري: «ما قدمت على أحد إلا كان انتفاعه بي أكثر من انتفاعي به.» وقد أدرك هذا الامتياز أساتذته الكبار وقدّروه حتى منذ صغره. يقول البخاري: «دخلت على الحميدي وأنا ابن ثمان عشرة سنة يعني أول سنة حج فإذا بينه وبين آخر اختلاف في حديث فلما بصر بي قال جاء من يفصل بيننا فعرضا علي الخصومة فقضيت للحميدي وكان الحق معه.» وقال أبو بكر الأعين: «كتبنا عن البخاري على باب محمد بن يوسف الفريابي، وما في وجهه شعرة فقلنا: ابن كم أنت؟ قال: ابن سبع عشرة سنة.»
ومن أعيان من روى عن الإمام البخاري:
- من شيوخه: عبد الله المسندي، وعبد الله بن منير، ومحمد بن خلف بن قتيبة، وغيرهم.
- من أقرانه: أبو حاتم الرازي، وأبو زرعة الرازي، وأبو بكر بن أبي عاصم، وإبراهيم بن إسحاق الحربي، وغيرهم.
- وممن أخذ عنه من كبار الحفّاظ: مسلم بن الحجاج، وابن خزيمة، وأبو عبد الرحمن النسائي، وأحمد بن سلمة النيسابوري، وأبو عيسى الترمذي، وأبو بكر بن أبي الدنيا، وحسين بن محمد القبّاني، ويعقوب بن يوسف بن الأخرم، وجعفر بن محمد النيسابوري، وأبو القاسم البغوي، والحسين بن إسماعيل المحاملي.

وغيرهم الكثير وهم أكثر من أن يُحصوا، قال النووي: «وأما الآخذون عن البخاري، فأكثر من أن يحصروا.»

## كتبه ومصنفاته
صنّف الإمام البخاري وألّف كتباً كثيرة، وقد هيّأه للتأليف والكتابة وأعانه عليها ذكاؤه الحاد، وسعة حفظه، وذاكرته القوية، ومعرفته الواسعة بالحديث النبوي وأحوال رجاله من تعديل وتجريح، وخبرته التامّة بالأسانيد من صحيح وضعيف. وقد وصلنا بعض كتبه وطُبعت بينما لا يزال بعضها مفقوداً. وجُلّ مصنّفاته وكتبه لا تخرج عن السُنّة والحديث وعلومه من رواية ودراية ورجال وعلل. ومن هذه المصنّفات:

### في الحديث والفقه

صحيح البخاري والذي يعتبر عند أهل السنة والجماعة أصح كتاب بعد القرآن الكريم

- الجامع الصحيح: والمشهور باسم صحيح البخاري، أشهر مصنّفاته وأشهر كتب الحديث النبوي على الإطلاق عند أهل السنة والجماعة. مكث في تصنيفه وترتيبه وتبويبه ستة عشر عاماً.[70] قال البخاري في سبب تصنيفه للكتاب: «كنت عند إسحاق ابن راهويه، فقال: لو جمعتم كتاباً مختصراً لصحيح سنة رسول الله صلى الله عليه وسلم. فوقع ذلك في قلبي، فأخذت في جمع هذا الكتاب.»[71] وقد جمع فيه البخاري حوالي 7593 حديثاً حسب عدّ محمد فؤاد عبد الباقي،[72] اختارها الإمام البخاري من بين ستمائة ألف حديث يحفظها.[13] حيث إنه كان مدقِّقاً في قبول الرواية، واشترط شروطاً خاصة دقيقة في رواية راوي الحديث، وهي أن يكون معاصراً لمن يروي عنه، وأن يسمع الحديث منه، أي أنه اشترط الرؤية والسماع معاً، هذا إلى جانب وجوب اتصاف الراوي بالثقة والعدالة والضبط والإتقان والورع.[73] وقد روى المؤرخون أن البخاري لمّا فرغ من تصنيف كتاب الصحيح عرضه على عدد من أكابر علماء عصره مثل أحمد بن حنبل، وعلي بن المديني، ويحيى بن معين، فشهدوا له بصحة ما فيه من الحديث، روي عن مسلمة بن قاسم قال: «سمعت من يقول عن أبي جعفر العقيلي قال: لما ألف البخاري كتابه في صحيح الحديث عرضه على علي بن المديني ويحيى بن معين وأحمد بن حنبل وغيرهم فامتحنوه فكلمهم قال له كتابك صحيح إلا أربعة أحاديث. قال العقيلي: والقول فيها البخاري وهي صحيحة.»[74] ثم تلقته الأمة بعدهم بالقبول باعتباره أصح كتاب بعد القرآن الكريم.[75][76][77] وأقبل العلماء على كتاب الجامع الصحيح واعتنوا به عناية فائقة بالشرح والتعليق والدراسة في مصنّفات كثيرة جداً. قال محمد يوسف البنوري: «أضحى كالشمس في كبد السماء بلغ إلى أقصى القبول والمجد والثناء، فانتهض أعيان الأمة وأعلام العلم في كل عصر من أقدم العصور إلى اليوم لشرحه والتعليق عليه، وتلخيصه، واختصاره أو ترتيبه، وتأليف أطرافه، أو شرح تراجمه، أو ترجمة رجاله، أو بيان غريبه، أو وصل مرسله، وتعليقاته أو مبهمه، وإبراز فوائده، ولطائفه، حديثاً وفقهاً وعربية وبلاغة ووضعاً وترتيباً وتوزيعاً وتبويباً حتى في تعديد حروفه وكلماته وما إلى ذلك.»[78]
- الأدب المفرد: بوّبه في عدّة مواضيع تُعنى بتهذيب الأخلاق وتقويم السلوك.
- رفع اليدين في الصلاة: وساق فيه كثيراً من الروايات والأحاديث التي تبين أن رفع اليدين في الصلاة سُنّة ثابتة. وردّ على من أنكر ذلك.
- القراءة خلف الإمام: أورد فيه الأدلة التي تُثبت وجوب قراءة القرآن للمأموم في الصلاة، وردّ على المخالفين في هذه المسألة.
- كتاب الهبة: وهو مفقود. ذكره ورّاقه محمد بن أبي حاتم.[79]
- المسند الكبير: وهو مفقود. ذكره تلميذه محمد بن يوسف الفربري على ما نقله حاجي خليفة.[80]
- المبسوط: وهو مفقود. صنّفه البخاري قبل الجامع الصحيح وجمع فيه جميع حديثه على الأبواب، ثم نظر إلى أصحّ الحديث على ما يرسِمه فأخرجه بجميع طرقه. ذكره أبو الفضل محمد بن طاهر المقدسي.[81]
- الوحدان: ذكر فيه الصحابة الذين رُوي عنهم حديث واحد فقط. ذكره ابن حجر العسقلاني وحاجي خليفة.[82][83]
- الفوائد: وهو مفقود. ذكره الترمذي في سننه.[84]
- العلل: وهو مفقود. ذكره ابن منده.[82]

### في التاريخ والرجال
- التاريخ الكبير: وهو موسوعة كبرى في التراجم، رتب فيه أسماء رواة الحديث على حروف المعجم، وقد اقترب فيه البخاري من استيعاب أسماء من رُوي عنهم الحديث من الصحابة والتابعين ومن بعدهم إلى زمنه.
- التاريخ الأوسط: بدأه بقصة الهجرة إلى الحبشة، وطرف من السيرة النبوية في المرحلتين المكية والمدنية وترجم لمن توفي من الصحابة في عهد النبي محمد، ثم المتوفين في عهد الخلفاء الراشدين، ثم تكلّم على الرواة وأخبارهم ووفياتهم إلى زمنه.
- التاريخ الصغير: وهو خاصّ بالصحابة، وهو أوّل مصنّف في ذلك.[85]
- الكُنى: وغالب من أورده البخاري في هذا الكتاب من الرواة الذين اشتهروا بكناهم ولم تُعرف أسمائهم.[67][86]
- الضعفاء الصغير: ذكر فيه الضعفاء من الرواة وترجم لهم بتراجم قصيرة مقتضبة.
- الضعفاء الكبير: توسّع فيه في ترجمة الضعفاء من الرواة كما زاد عدد المترجم لهم.

### في التفسير والعقيدة
- التفسير الكبير: وهو مفقود. قال تلميذه محمد بن يوسف الفربري أنه صنّفه في فربر. وذكره ابن حجر العسقلاني وحاجي خليفة.[82][87]
- خلق أفعال العباد: بيّن فيه الفرق بين كلام الله وكلام العِباد وأن كلام الله صفة من صفاته وليس بمخلوق. وردّ على المعتزلة والجهمية.[88]

## مذهبه الفقهي
اختلف العلماء في تعيين مذهب الإمام البخاري الفقهي. فنسبوه إلى مذاهبهم. وللعلماء في ذلك ثلاثة أقوال:
- أنه من الحنابلة، حيث ذكره ابن أبي يعلى في كتابه طبقات الحنابلة،[89] وقال ابن القيّم: «البخاري ومسلم وأبو داود والأثرم وهذه الطبقة من أصحاب أحمد أتبع له من المقلدين المحض المنتسبين إليه.»[90]
- أنه من الشافعية، فذكره تاج الدين السبكي في كتاب طبقات الشافعية الكبرى، وعدّه صديق حسن خان من أئمة الشافعية في كتاب أبجد العلوم.[91] وقال ابن حجر العسقلاني: «أن البخاري في جميع ما يورده من تفسير الغريب إنما ينقله عن أهل ذلك الفن كأبي عبيدة والنضر بن شميل والفراء وغيرهم وأما المباحث الفقهيه فغالبها مستمدة من الشافعي وأبي عبيد وأمثالهما.»[92]
- أنه مجتهد مستقلّ، ولم يكن مقلّداً لأي من مذاهب الأئمة الأربعة المشهورة، وهو ما رجّحه عدد كبير من العلماء من المتقدّمين والمعاصرين.[93] قال ابن تيمية: «أما البخاري؛ وأبو داود فإمامان في الفقه من أهل الاجتهاد.»[94] وقال الذهبي:«كان إماماً حافظاً حجة رأساً في الفقه والحديث مجتهداً من أفراد العالم.»[95] وقال محمد أنور الكشميري: «أن البخاري عندي سلك مسلك الاجتهاد ولم يقلد أحداً في كتابه.»[96] وقال الدكتور نور الدين عتر: «أما البخاري فكان في الفقه أكثر عمقاً وغوصاً، وهذا كتابه كتاب إمام مجتهد غواص في الفقه والاستنباط، بما لا يقل عن الاجتهاد المطلق، لكن على طريقة فقهاء المحدثين النابهين، وقد قرأ منذ صغره كتب ابن المبارك وهو من خواص تلامذة أبي حنيفة، ثم اطلع على فقه الحنفية وهو حدث – كما أخبر عن نفسه -، واطلع على فقه الشافعي من طريق الكرابيسي، كما أخذ عن أصحاب مالك فقهه، فجمع طرق الاجتهاد إحاطة واطلاعاً، فتهيأ له بذلك مع ذكائه المفرط وسيلان ذهنه أن يسلك طريق المجتهدين، ويبلغ شأوهم. وهذا كتابه شاهد صدق على ذلك، حيث يستنبط فيه الحكم من الأدلة، ويتبع الدليل دون التزام مذهب من المذاهب، والأمثلة التي ضمها بحثنا عن فقهه وما أوجزنا من القول في عمق تراجمهم وتنوع طرق استنباطه، يدل على أنه مجتهد بلغ رتبة المجتهدين، وليس مقلداً لمذهب ما كما يدعي بعض أتباع المذاهب.»[97] وقال الشيخ محمد بن صالح العثيمين: «كان مجتهداً في الفقه، وله دقة عجيبة في استنباطه من الحديث.»[70] وقال الشيخ عبد الكريم الخضير: «أبدى رحمه الله تعالى براعة فائقة في دقة الاستنباط مما يدل على أنه إمام فقيه مجتهد.»[98] واستدلوا على ذلك بما روي عن كثير من الأئمة من معاصري الإمام البخاري وشيوخه في بيان سعة علمه وفقهه. روي عن نعيم بن حماد أنه قال:«محمد بن إسماعيل فقيه هذه الأمة.»[49] وعن إسحاق بن راهويه أنه قال: «لو كان محمد بن إسماعيل في زمن الحسن بن أبي الحسن (الحسن البصري) لاحتاج الناس إليه، لمعرفته بالحديث وفقهه.»[99] وعن قتيبة بن سعيد أنه قال: «جالست الفقهاء والعباد والزهاد فما رأيت منذ عقلت مثل محمد بن إسماعيل وهو في زمانه كعمر في الصحابة.»[100] وقال محمد بن أبي حاتم: «سمعت حاشد بن عبد الله يقول: قال لي أبو مصعب أحمد بن أبي بكر المديني: محمد بن إسماعيل أفقه عندنا وأبصر من ابن حنبل. فقال رجل من جلسائه: جاوزت الحد. فقال أبو مصعب: لو أدركت مالكاً ونظرت إلى وجهه ووجه محمد بن إسماعيل لقلت كلاهما واحد في الفقه والحديث.»[101] وعن محمد بن يوسف الفربري قال: «كنا مع أبي عبد الله عند محمد بن بشار، فسأله محمد بن بشار عن حديث، فأجابه. فقال: هذا أفقه خلق الله في زماننا، وأشار إلى محمد بن إسماعيل.»[102] وقال حاشد بن إسماعيل: «كنت بالبصرة فسمعت قدوم محمد بن إسماعيل، فلما قدم، قال: محمد بن بشار: دخل اليوم سيد الفقهاء.»[21] وقال: «سمعت علي بن حجر، يقول: أخرجت خراسان ثلاثة: أبا زرعة الرازي بالري، ومحمد بن إسماعيل البخاري ببخارى، وعبد الله بن عبد الرحمن بسمرقند، ومحمد بن إسماعيل عندي أبصرهم، وأعلمهم، وأفقههم.»[21]

## ملامح شخصيته وشمائله
روى المؤرخون كثيراً من الروايات والأحداث التي تدُلّ على صفات الإمام البخاري وشمائله من ورع وإخلاص وصدق وسماحة وكرم وتواضع وحُسن عبادة وغير ذلك من كريم الأخلاق، فكان البخاري مُكثراً من الصلاة طويل القيام بها، وكان يخشع بحيث لا يشغله شيء عن صلاته، وكان كثير القراءة للقرآن بحيث يختم كل يوم ختمة أو أكثر، كما حجّ عدّة مرّات. وكان حريصاً على التورّع في جرح الرواة وترك الغيبة بحيث إنه يختار كلمات لا يمكن أي شخص أن يؤاخذ بها المجروح، ومن كلماته: تركوه، أو أنكره الناس، وأشدها عنده أن يقول: منكر الحديث. ومن أبلغ ما يقول في الرجل المتروك أو الساقط: فيه نظر، أو: سكتوا عنه. ولا يكاد يقول فلان كذاب. قال محمد بن أبي حاتم: «سمعته يقول: لا يكون لي خصم في الآخرة. فقلت: يا أبا عبد الله، إن بعض الناس ينقم عليك التاريخ يقول فيه اغتياب الناس. فقال: إنما روينا ذلك رواية ولم نقله من عند أنفسنا.» كما كان كريماً سمحاً زاهداً في الدنيا كثير الإنفاق على الفقراء والمساكين، وخاصة من تلاميذه وأصحابه. بالإضافة إلى ما تمتّع به من القدرة الكبيرة على الحفظ والإتقان وتقدّمه وتفوّقه في الحديث وعلومه بشهادة أقرانه وشيوخه.

### صفته الخلقية
على الرغم من شهرة الإمام البخاري التامّة وسعة رحلاته وتطوافه في الأمصار والبلدان ولقائه بالآلآف من الشيوخ والتلاميذ، فإنه لم تصلنا العديد من الأخبار عن هيئته، وما وصلنا عنه هو ما رواه أبو أحمد بن عدي الجرجاني في صفته فقال: «سمعت الحسن بن الحسين البزاز ببخارى يقول: رأيت محمد بن إسماعيل بن إبراهيم بن المغيرة شيخاً نحيف الجسم ليس بالطويل، ولا بالقصير.»

### عبادته
كان الإمام البخاري عابداً مكثراً شديد الخشوع في صلاته، حتى إذا دخل في الصلاة لا يشغله عنها شيء ولا يلهيه عنها شاغل أو صارف فروى محمد بن أبي حاتم قال: «دُعي محمد بن إسماعيل إلى بستان بعض أصحابه، فلما حضرت صلاة الظهر صلى بالقوم، ثم قام للتطوع فأطال القيام، فلما فرغ من صلاته رفع ذيل قميصه، فقال لبعض من معه: انظر هل ترى تحت قميصى شيئاً؟ فإذا زنبور قد أبره (لسعه) في ستة عشر أو سبعة عشر موضعاً، وقد تورم من ذلك جسده، وكان آثار الزنبور في جسده ظاهرة فقال له بعضهم: كيف لم تخرج من الصلاة في أول ما أبرك؟ فقال: كنت في سورة فأحببت أن أتمها.» كما كان يؤم أصحابه في رمضان وكان كثير القراءة للقرآن في الصلاة كما في كلّ الأوقات، قال محمد بن خالد المطَّوِّعي: «حدثنا مسبح بن سعيد قال: كان محمد بن إسماعيل البخاري إذا كان أول ليلة من شهر رمضان يجتمع إليه أصحابه فيصلي بهم فيقرأ في كل ركعة عشرين آية وكذلك إلى أن يختم القرآن وكذلك يقرأ في السحر ما بين النصف إلى الثلث من القرآن فيختم عند السحر في كل ثلاث ليال وكان يختم بالنهار كل يوم ختمة ويكون ختمه عند الإفطار كل ليلة.» وقال تاج الدين السبكي: «كان البخاري يختم القرآن كل يوم نهاراً ويقرأ في الليل عند السحر ثلثاً من القرآن فمجموع ورده (اليومي) ختمة وثلث.» كما كان حريصاً على قيام الليل واتباع السنّة النبوية، قال محمد بن أبي حاتم: «كان يصلى في وقت السحر ثلاث عشرة ركعة يوتر منها بواحدة.» كما كان متفكّراً في القرآن متدبّراً له كما وصفه الإمام الدارمي فقال: «محمد أبصر مني، ومحمد بن إسماعيل أكيس خلق الله، إنه عقل عن الله ما أمر به ونهى عنه في كتابه وعلى لسان نبيه، إذا قرأ محمد القرآن شغل قلبه وبصره وسمعه وتفكر في أمثاله وعرف حرامه من حلاله.» كما كان جامعاً بين العلم والعبادة حيث روى أبو أحمد بن عدي الجرجاني قال: «سمعت عبد القدوس بن همام يقول سمعت عدة من المشايخ يقولون حول محمد بن إسماعيل البخاري تراجم جامعه بين قبر النبي صلى الله عليه وسلم ومنبره وكان يصلي لكل ترجمة ركعتين.» بالإضافة إلى أنه حجّ عدّة مرّات، قال الحاكم النيسابوري: «حدثني أبو عمرو إسماعيل حدثنا أبو عبد الله محمد بن علي قال: سمعت محمد بن إسماعيل البخاري يقول أقمت بالبصرة خمس سنين معي كتبي أصنف وأحج كل سنة وأرجع من مكة إلى البصرة.»

### ورعه وتحرّيه
كان الإمام البخاري حريصاً على حقوق الناس متحرّياً لرد الحقوق إلى أصحابها، فمن ذلك ما رواه محمد بن أبي حاتم قال: «ركبنا يوماً إلى الرمي، ونحن بفربر، فخرجنا إلى الدرب الذي يؤدي إلى الفُرْضة، فجعلنا نرمي، وأصاب سهم أبي عبد الله (البخاري) وتد القنطرة الذي على نهر ورادة، فانشق الوتد. فلما رآه أبو عبد الله نزل عن دابته، فأخرج السهم من الوتد، وترك الرمي. وقال لنا: ارجعوا. ورجعنا معه إلى المنزل، فقال لي: يا أبا جعفر، لي إليك حاجة، تقضيها؟ قلت: أمرك طاعة. قال: حاجة مهمة، وهو يتنفس الصعداء. فقال لمن معنا: اذهبوا مع أبي جعفر حتى تعينوه على ما سألته. فقلت: أية حاجة هي؟ قال لي: تضمن قضاءها؟ قلت: نعم، على الرأس والعين. قال: ينبغي أن تصير إلى صاحب القنطرة، فتقول له: إنا قد أخللنا بالوتد، فنحب أن تأذن لنا في إقامة بدله، أو تأخذ ثمنه، وتجعلنا في حل مما كان منا. وكان صاحب القنطرة حميد بن الأخضر الفربري. فقال لي: أبلغ أبا عبد الله السلام، وقل له: أنت في حل مما كان منك، وقال جميع ملكي لك الفداء، وإن قلت: نفسي، أكون قد كذبت غير أني لم أكن أحب أن تحتشمني في وتد أو في ملكي. فأبلغته رسالته، فتهلل وجهه، واستنار، وأظهر سروراً، وقرأ في ذلك اليوم على الغرباء نحوا من خمس مائة حديث، وتصدق بثلاث مائة درهم.» بالإضافة إلى ما اشتهر عنه من كره الغيبة، قال: «ما أغتبت أحدا قط منذ علمت أن الغيبة تضر أهلها.» وحرصه على ألا يكون بينه وبين أحد من الناس أية مظلمة، قال محمد بن أبي حاتم: «سمعته يقول لأبي معشر الضرير: اجعلني في حل يا أبا معشر. فقال: من أي شيء؟ فقال: رويتَ حديثاً يوماً فنظرتُ إليكَ وقد أُعجبت به وأنت تحرك رأسك ويديك، فتبسمتُ من ذلك. قال: أنت في حل يرحمك الله يا أبا عبد الله.» وقد تحرّى الإمام البخاري أن لا يدخل في شيء من معاملات الدنيا لئلا يصيبه شيء فيه شبهة من حرام أو غيره فروي عنه أنه قال: «ما توليت شراء شيءٍ ولا بيعه قط. فقال له أبو جعفر: كيف، وقد أحل الله البيع؟ قال:لما فيه من الزيادة والنقصان والتخليط، فخشيت أني إن توليت ذلك أن أستوي بغيري. فقال له: ومن كان يتولى أمرك في أسفارك ومبايعتك؟ قال: كنت أُكفى ذلك.» وكان متورّعا إذا وعد أوفى بوعده وأنفذ الأمر حتى وإن كان هذا لا يزال في نيّته، قال الخطيب البغدادي: «كان حُمِلَ إلى محمد بن إسماعيل بضاعة أنفذها إليه فلان، فاجتمع التجار بالعشية فطلبوها منه بربح خمسة آلاف درهم، فقال لهم: انصرفوا الليلة. فجاءه من الغد تجار آخرون فطلبوا منه تلك البضاعة بربح عشرة آلاف درهم، فردهم وقال: إني نويت البارحة أن أدفع إلى أولئك، ولا أحب أن أنقض نيتي. فدفعها إليهم.»

### كرمه وسماحته
كان الإمام البخاري مفرط الكرم وافر الصدقة وخصوصاً على المحتاجين من التلاميذ وطلبة العلم فذكر ابن ناصر الدين أنه ورث من أبيه مالاً وفيراً ووكّل أناساً للتجارة به، فكان ينفق منه بسخاء فيتصدق منه بالكثير ويبر الطلبة ويحسن إليهم. وكان يحبّ إخفاء ذلك ولا يحبّ أن يتكلم الناس به، فروي أنه مرة ناول رجلاً من الطلبة صرةً فيها ثلاثمائة درهم خفيةً، فأراد الرجل أن يدعو له فقال له البخاري: «ارفق، واشتغل بحديث آخر كيلا يعلم بذلك أحدٌ.» وقال محمد بن أبي حاتم: «كان يتصدق بالكثير، يأخذ بيده صاحب الحاجة من أهل الحديث، فيناوله ما بين العشرين إلى الثلاثين، وأقل وأكثر، من غير أن يشعر بذلك أحد.» وكان يكافئ بسخاء من يصنع له معروفاً مهما قلّ، فروي أنه كانت له قطعة أرض يكريها كل سنة بسبع مائة درهم. فكان ذلك المكتري ربما حمل منها إلى البخاري قثاة أو قثاتين، لأن البخاري كان معجبا بالقثاء النضيج، وكان يؤثره على البطيخ أحيانا، فكان يهب للرجل مائة درهم كل سنة لحمله القثاء إليه أحياناً وبالإضافة إلى إنفاقه على التلاميذ فإنه كان كثير الانفاق في طلب العلم، فروي عنه أنه قال: «كنت أستغل كل شهر خمس مائة درهم، فأنفقت كل ذلك في طلب العلم.»

### زهده وأدبه
مع كون الإمام البخاري ذا مال كثير فإنه كان متقشّفاً زاهداً في أمور الدنيا وكان قليل الأكل جداً، قال محمد بن أبي حاتم: «كان أبو عبد الله ربما يأتي عليه النهار، فلا يأكل فيه رقاقة، إنما كان يأكل أحيانا لوزتين أو ثلاثا. وكان يجتنب توابل القدور مثل الحمص وغيره» وكان من كثرة إنفاقه للمال في الصدقة وطلب العلم أنه قد تمر عليه أيام لا يجد ما يأكله، ومع ذلك لا يطلب من أحد شيئاً، فروى ابن ناصر الدين أنه نفدت نفقته مرّة فجعل يأكل من نبات الأرض ولا يخبر أحداً بذلك وبلغ من شدة زهده وحرصه أنه لم يمنعه حتى المرض من ذلك، فروى ابن عساكر بسنده قال: «مرض محمد بن إسماعيل البخاري فعرض ماؤه على الأطباء فقالوا لو أن هذا الماء ماء بعض أساقفة النصارى فإنهم لا يأتدمون، فصدقهم محمد بن إسماعيل وقال: لم ائتدم منذ أربعين سنة فسألوا عن علاجه فقالوا علاجه الإدام فامتنع عن ذلك حتى ألح عليه المشايخ ببخارى أهل العلم إلى أن أجابهم أن يأكل بقية عمره في كل يوم سكرة واحدة مع رغيف.» واتّصف الإمام البخاري بالآداب العالية والأخلاق الحميدة فمن ذلك ما رواه محمد بن منصور قال: «كنا في مجلس أبي عبد الله محمد بن إسماعيل، فرفع إنسان من لحيته قذاة، فطرحها على الأرض. قال: فرأيت محمد بن إسماعيل ينظر إليها وإلى الناس، فلما غفل الناس رأيته مد يده، فرفع القذاة من الأرض، فأدخلها في كمه. فلما خرج من المسجد رأيته أخرجها فطرحها على الأرض.» وكان قليل الكلام وكلّ شغله في العلم ولا يشتغل في أمور الناس قال هانئ بن النضر: «كنا عند محمد بن يوسف -يعني: الفريابي- بالشام وكنا نتنزه فعل الشباب في أكل الفرصاد ونحوه، وكان محمد بن إسماعيل معنا، وكان لا يزاحمنا في شيء مما نحن فيه، ويكب على العلم.» ومن أدبه أنه كان يتجنّب ما يؤذي غيره فكان لا يأكل الكراث والبصل وما يشبههما لئلا يتأذى الناس من الرائحة.

### نبوغه وحفظه وتقدّمه على أقرانه
إن من أبرز ما تميّز به الإمام البخاري هو ذكاؤه الوقّاد وقوة حفظه الاستثنائية، فكان يحفظ مائة ألف حديث صحيح، ومئتي ألف حديث غير صحيح، وكان يأخذ الكتاب من العلم فيطلع عليه اطلاعة فيحفظ عامة أطراف الحديث من مرة واحدة. وقد رُزق قوة الحفظ من صغره فكان وهو صبي لا يزال في مقتبل العمر يحفظ سبعين ألف حديث ويعرف تاريخ رواته وأخبارهم، قال سليمان بن مجاهد «كنت عند محمد بن سلام البيكندي فقال لي: لو جئت قبل لرأيت صبيًّا يحفظ سبعين ألف حديث. قال فخرجت في طلبه فلقيته، فقلت: أنت الذي تقول أنا أحفظ سبعين ألف حديث؟ قال: نعم وأكثر، ولا أجيبك بحديث عن الصحابة والتابعين إلا من عرفت مولد أكثرهم ووفاتهم ومساكنهم، ولست أروي حديثًا من حديث الصحابة والتابعين إلا ولي في ذلك أصل أحفظه حفظًا عن كتاب الله  وسُنَّة رسوله ﷺ.» وكان معروفاً بذلك بين أقرانه من طلبة العلم حتى كانوا يجلسون إليه ويسألونه عن الحديث، قال محمد بن أبي حاتم: «سمعت إبراهيم الخواص مستملي صدقة يقول: رأيت أبا زرعة كالصبي جالسا بين يدي محمد بن إسماعيل يسأله عن علل الحديث.» وقد شهد له شيوخه بذلك من صغره وكانوا يأخذون منه ويستفيدون، قال محمد بن أبي حاتم: «سمعت محمد بن إسماعيل يقول: قال لي محمد بن سلام: انظر في كتبي فما وجدت فيها من خطأ فأضرب عليه، كي لا أرويه، ففعلت ذلك.» وكان محمد بن سلام البيكندي كتب عند الأحاديث التي حكم البخاري بصحّتها: رضي الفتى، وفي الأحاديث الضعيفة: لم يرض الفتى. فقال له بعض أصحابه: «من هذا الفتى؟» فقال: «هو الذي ليس مثله، محمد بن إسماعيل.» وقال عبد الله بن يوسف التنيسي للبخاري: « يا أبا عبد الله أنظر في كتبي وأخبرني بما فيها من السقط. فقال: نعم.» وكان محمد بن يحيى الذهلي أحد أبرز شيوخه يسأله عن الأسامي والكنى والعلل، والبخاري يمر فيه كالسهم، كأنه يقرأ قل هو الله أحد. وقال أبو بكر المديني: «كنا يوما بنيسابور عند إسحاق بن راهويه، ومحمد بن إسماعيل حاضر في المجلس، فمر إسحاق بحديث من أحاديث النبي صلى الله عليه وسلم وكان دون صاحب النبي صلى الله عليه وسلم عطاء الكيخاراني فقال له إسحاق: يا أبا عبد الله أيش كيخاران؟ قال: قرية باليمن كان معاوية بن أبي سفيان بعث هذا الرجل من أصحاب النبي صلى الله عليه وسلم إلى اليمن فسمع منه عطاء حديثين. فقال له إسحاق: يا أبا عبد الله، كأنك قد شهدت القوم!» وكان مع هذا حريصاً على التثبّت ممن يسمع منهم جامعاً لأخباره متفحّصاً لعلمه، فكان إذا كتب عن شيخ ثبتٍ ضابطٍ سأله عن اسمه وكنيته ونسبة وعلة الحديث وإن كان ذلك الشيخ ليس بالحافظ القوي سأله أن يريه كتبه.
وقد أراد عدد من طلاب العلم والمشايخ في عدد من البلدان اختبار البخاري وسبر قوة حفظه وتثبّته، فروى الخطيب البغدادي بسنده عن حاشد بن إسماعيل قال: «كان أبو عبد الله محمد بن إسماعيل يختلف معنا إلى مشايخ البصرة وهو غلام فلا يكتب حتى أتى على ذلك أيام، فكنا، نقول له: إنك تختلف معنا ولا تكتب فما معناك فيما تصنع؟ فقال لنا بعد ستة عشرة يوما: إنكما قد أكثرتما على وألححتما، فأعرضا علي ما كتبتما فأخرجنا ما كان عندنا فزاد على خمسة عشر ألف حديث، فقرأها كلها عن ظهر القلب حتى جعلنا نحكم كتبنا على حفظه، ثم قال: أترون أني أختلف هدرا وأضيع أيامي؟ فعرفنا أنه لا يتقدمه أحد.» ومن أشهر الروايات في ذلك ما رواه أبو أحمد بن عدي الجرجاني قال: «سمعت عدة مشايخ يحكون أن محمد بن إسماعيل البخاري قدم بغداد فسمع به أصحاب الحديث فاجتمعوا وعمدوا إلى مائة حديث فقلبوا متونها وأسانيدها وجعلوا متن هذا الإسناد لإسناد آخر وإسناد هذا المتن لمتن آخر ودفعوا إلى عشرة أنفس إلى كل رجل منهم عشرة أحاديث وأمروهم إذا حضروا المجلس يلقون ذلك على البخاري وأخذوا الموعد للمجلس فحضر المجلس جماعة من أصحاب الحديث من الغرباء من أهل خراسان وغيرها ومن البغداديين فلما اطمأن المجلس بأهله انتدب إليه رجل من العشرة وسأله عن حديث من تلك الأحاديث المقلوبة فقال البخاري لا أعرفه فسأل عن آخر فقال البخاري لا أعرفه ثم سأل عن آخر فقال لا أعرفه فما زال يلقي بمثله واحدا بعد واحد حتى فرغ من عشرته والبخاري يقول لا أعرفه فكان الفهماء ممن حضر المجلس يلتفت بعضهم إلى بعض ويقولون الرجل فهمنا ومن كان منهم غير ذلك يقضي على البخاري بالعجز والتقصير وقلة الفهم ثم انتدب رجل آخر من العشرة فسأله عن حديث من تلك الأحاديث المقلوبة فقال البخاري لا أعرفه فسأله عن آخر فقال لا أعرفه فسأل عن آخر فقال لا أعرفه فلم يزل يلقي عليه واحدا بعد واحد حتى فرغ من عشرته والبخاري يقول لا أعرفه ثم انتدب الثالث إليه والرابع إلى تمام العشرة حتى فرغوا كلهم من الأحاديث المقلوبة والبخاري لا يزيدهم على لا أعرفه فلما علم البخاري أنهم قد فرغوا التفت إلى الأول منهم فقال أما حديثك الأول فهو كذا وحديثك الثاني فهو كذا والثالث والرابع على الولاء حتى أتى على تمام العشرة فرد كل متن إلى إسناده وكل إسناد إلى متنه وفعل الآخرين مثل ذلك ورد متون الأحاديث كلها إلى أسانيدها وأسانيدها إلى متونها فأقر له الناس بالحفظ والعلم وأذعنوا له بالفضل.» وقال محمد بن أبي حاتم: «سمعت سليم بن مجاهد يقول: سمعت أبا الأزهر يقول: كان بسمرقند أربع مائة مما يطلبون الحديث، فاجتمعوا سبعة أيام وأحبوا مغالطة محمد بن إسماعيل، فأدخلوا إسناد الشام في إسناد العراق، وإسناد اليمن في إسناد الحرمين، فما تعلقوا منه بسقطة لا في الإسناد ولا في المتن.»

## محنته
امتُحِن الإمام البخاري مرّتين، الأولى كانت مع شيخه محمد بن يحيى الذهلي على رأس جماعة من الفقهاء والمحدّثين في عصره، حيث اتّهِم البخاري بمسألة القول باللفظ بالقرآن وهل هو مخلوق، وكانت هذه المحنة واحدة من أسباب محنته الثانية مع حاكم بخارى خالد بن أحمد الذهلي.

### مسألة اللفظ بالقرآن
نشأت مسألة القول بخلق القرآن في أواخر عهد الخليفة العبّاسي المأمون، واستمرت طيلة عهد المعتصم والواثق، وبقيت في أوائل عهد المتوكل، وسبّبت فتنةً عظيمة بين أهل السنة والمعتزلة، واندلعت نارها وعمّ خطرها. حيث تمكّن المعتزلة الذين برزوا في عهد المأمون والتفّوا حوله كبشر المريسي وثمامة بن الأشرس وأحمد بن أبي دؤاد من إقناع الخليفة باعتناق الاعتزال وحمله على القول برأيهم أن القرآن مخلوق، وتمكّن القاضي أحمد بن أبي دؤاد أن يغري الخليفة بحمل الناس على هذا القول فكتب المأمون إلى أمراء الأمصار أن يمتحنوا علماء الأمة بهذه المسألة، فمن أجاب فقد سَلِمَ من الأذى، ومن خالف كان جزاؤه الأذى والتنكيل.
وامتُحن بذلك أئمة كبار كأحمد بن حنبل ويحيى بن معين، وأبو خيثمة زهير بن حرب، والنضر بن شميل وأحمد بن نصر الخزاعي الذي قُتل ويوسف بن يحيى البويطي الذي مات في السجن وغيرهم، فصبر بعضهم ورفض أن يقول بخلق القرآن فعُذّب بعضهم وحُبس بعضهم وقُتل البعض وأجابه بعضهم. وشغلت هذه الفتنة المسلمين نحو خمس عشرة سنة إلى أن انتهت في زمن المتوكل.

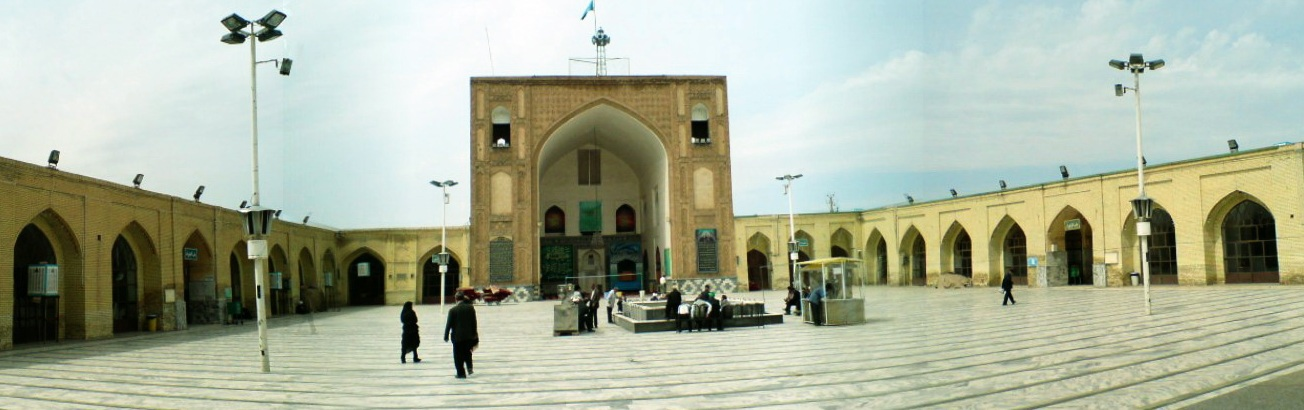
المسجد الجامع في نيسابور

وقد أصاب البخاري طرفٌ من هذه الفتنة، فعندما دخل البخاري نيسابور استقبله الناس بالحفاوة والتكريم والتعظيم، قال محمد بن يعقوب الأخرم: «سمعت أصحابنا يقولون: لما قدم البخاري نيسابور استقبله أربعة آلاف رجل ركبانا على الخيل، سوى من ركب بغلا أو حمارا وسوى الرجالة.» والتفّ الناس وطلاب العلم والمحدّثون حوله حتى هجروا مجالس المحدّثين الآخرين مما كان سببا في إيغار صدور البعض عليه. فأرادوا صرف الناس عنه فشغبوا عليه بمسألة خلق القرآن، قال أبو أحمد بن عدي الجرجاني: «ذكر لي جماعة من المشايخ أن محمد بن إسماعيل لما ورد نيسابور واجتمع الناس عليه حسده بعض من كان في ذلك الوقت من المشائخ لما رأى من إقبال الناس عليه فقال لأصحاب الحديث إن محمد بن إسماعيل يقول اللفظ بالقرآن مخلوق فامتحنوه فلما حضر الناس مجلس البخاري قام إليه رجل فقال يا أبا عبد الله ما تقول في اللفظ بالقرآن مخلوق هو أو غير مخلوق فأعرض عنه البخاري ولم يجبه ثلاثا فالتفت إليه البخاري في الثالثة فقال القرآن كلام الله غير مخلوق وأفعال العباد مخلوقة والامتحان بدعة فشغب الرجل وشغب الناس وتفرقوا عنه.»
وقد ذكر العلماء والمؤرخون أن محمد بن يحيى الذهلي كان أحد من دخله الحسد بسبب اجتماع الناس على البخاري، وكان الذهلي أحد كبار محدّثي نيسابور وأحد شيوخ البخاري. قال مسلم بن الحجاج: «لما قدم محمد بن إسماعيل نيسابور ما رأيت والياً ولا عالماً فَعَل به أهل نيسابور ما فعلوا به، استقبلوه مرحلتين وثلاثة. فقال محمد بن يحيى في مجلسه: من أراد أن يستقبل محمد بن إسماعيل غدا فليستقبله. فاستقبله محمد بن يحيى وعامة العلماء، فنزل دار البخاريين، فقال لنا محمد بن يحيى: لا تسألوه عن شيء من الكلام، فإنه إن أجاب بخلاف ما نحن فيه، وقع بيننا وبينه، ثم شمت بنا كل حروري، وكل رافضي، وكل جهمي، وكل مرجئ بخراسان. قال: فازدحم الناس على محمد بن إسماعيل، حتى امتلأ السطح والدار، فلما كان اليوم الثاني أو الثالث، قام إليه رجل، فسأله عن اللفظ بالقرآن. فقال: أفعالنا مخلوقة، وألفاظنا من أفعالنا. فوقع بينهم اختلاف، فقال بعض الناس: قال: لفظي بالقرآن مخلوق، وقال بعضهم: لم يقل، حتى تواثبوا، فاجتمع أهل الدار وأخرجوهم.» وعلّق جمال الدين القاسمي على هذه الحادثة قائلاً: «إن نهي الذهلي عن سؤال البخاري عن شيء من الكلام فيه تلقين للفتنة وتعليم لمثارها وفتح لبابها.» وروى الخطيب البغدادي قال: «أخبرني محمد بن أحمد بن يعقوب، قال: أخبرنا محمد بن نعيم الضبي، قال: سمعت محمد بن حامد البزاز، يقول: سمعت الحسن بن محمد بن جابر، يقول: سمعت محمد بن يحيى، يقول: لما ورد محمد بن إسماعيل البخاري نيسابور، قال: اذهبوا إلى هذا الرجل الصالح العالم فاسمعوا منه، قال: فذهب الناس إليه واقبلوا على السماع منه، حتى ظهر الخلل في مجالس محمد بن يحيى فحسده بعد ذلك وتكلم فيه.»
وإثر ذلك وبعد ما صار بين البخاري والذهلي من الاختلاف فقد هجر الكثير من الطلاب مجالس البخاري وأطاعوا الذهلي لما كان له من قدر المكانة والمنزلة العظيمة في بلده نيسابور. وثبت مع البخاري تلميذه الإمام مسلم بن الحجاج وكان مسلم أيضًا يناضل عن الإمام البخاري حتى أوحش ما بينه وبين محمد بن يحيى الذهلي بسببه، فترك شيخه الذهلي ولازم البخاري. قال الحاكم النيسابوري: «سمعت أبا عبد الله محمد بن يعقوب الحافظ يقول: لما استوطن محمد بن إسماعيل البخاري نيسابور أكثر مسلم بن الحجاج الاختلاف إليه، فلما وقع بين محمد بن يحيى والبخاري ما وقع في مسألة اللفظ، ونادى عليه، ومنع الناس عن الاختلاف إليه، حتى هجر وخرج من نيسابور؛ في تلك المحنة قطعه أكثر الناس غير مسلم فإنه لم يتخلف عن زيارته، فأنهى إلى محمد بن يحيى أن مسلم بن الحجاج على مذهبه قديماً وحديثاً وأنه عوتب على ذلك بالعراق والحجاز ولم يرجع عنه، فلما كان في يوم مجلس محمد بن يحيى قال في آخر مجلسه: ألا من قال باللفظ فلا يحل له أن يحضر مجلسنا. فأخذ مسلم الرداء فوق عمامته وقام على رؤوس الناس، وخرج من مجلسه، وجمع كل ما كتب منه وبعث به على ظهر حمال إلى باب محمد بن يحيى، فاستحكمت تلك الوحشة وتخلف عن زيارته.»
وغادر البخاري نيسابور بعد هذه الحادثة درءاً للمفاسد ووأداً للفتنة وإيثاراً للسلامة في دينه، قال أحمد بن سلمة النيسابوري: «دخلت على البخاري فقلت: يا أبا عبد الله، هذا رجل مقبول، خصوصا في هذه المدينة، وقد لج في هذا الحديث حتى لا يقدر أحد منا أن يكلمه، فما ترى؟ فقبض على لحيته ثم قال: (وأفوض أمري إلى الله إن الله بصير بالعباد). اللهم إنك تعلم أني لم أرد المقام بنيسابور شرا ولا بطرا ولا طلبا للرياسة. وإنما أبت علي نفسي في الرجوع إلى وطني لغلبة المخالفين، وقد قصدني هذا الرجل حسدا لما آتاني الله لا غير. يا أحمد إني خارج غدا لتتخلصوا من حديثه لأجلي. قال: فأخبرت أصحابنا، فوالله ما شيعه غيري. كنت معه حين خرج من البلد. وأقام على باب البلد ثلاثة أيام لإصلاح أمره.»
قال الذهبي معلّقاً وموضّحاً موقف البخاري من المسألة: «وأما البخاري، فكان من كبار الأئمة الأذكياء، فقال:ما قلت: ألفاظنا بالقرآن مخلوقة، وإنما حركاتهم، وأصواتهم وأفعالهم مخلوقة، والقرآن المسموع المتلو الملفوظ المكتوب في المصاحف كلام الله، غير مخلوق. وصنف في ذلك كتاب (أفعال العباد) مجلد، فأنكر عليه طائفة، وما فهموا مرامه كالذهلي، وأبي زرعة، وأبي حاتم، وأبي بكر الأعين، وغيرهم.» ونصر ابن القيّم مذهب البخاري في المسألة وصرّح بأن البخاري أعلم بهذه المسألة وأولى بالصواب فيها من جميع من خالفه. قال: «قول السلف وأئمة السنة والحديث، أنهم يميزون بين ما قام بالعبد وما قام بالرب، والقرآن عندهم جميعه كلام الله، حروفه ومعانيه، وأصوات العباد وحركاتهم، وأداؤهم وتلفظهم، كل ذلك مخلوق بائن عن الله. فإن قيل: فإذا كان الأمر كما قررتم فكيف أنكر الإمام أحمد على من قال: لفظي بالقرآن مخلوق. وبدعه ونسبه إلى التجهم، وهل كانت محنة أبي عبد الله البخاري إلا على ذلك حتى هجره أهل الحديث ونسبوه إلى القول بخلق القرآن. قيل: معاذ الله أن يظن بأئمة الإسلام هذا الظن الفاسد، فقد صرح البخاري في كتابه (خلق أفعال العباد) وفي آخر (الجامع) بأن القرآن كلام الله غير مخلوق، وقال: حدثنا سفيان بن عيينة قال: أدركت مشيختنا منذ سبعين سنة، منهم عمرو بن دينار يقولون: القرآن كلام الله غير مخلوق. قال البخاري: وقال أحمد بن الحسين حدثنا أبو نعيم حدثنا سليم القاري قال سمعت سفيان الثوري يقول: قال حماد بن أبي سليمان: أبلغ أبا فلان المشرك أني بريء من دينه، وكان يقول: القرآن مخلوق، ثم ساق قصة خالد بن عبد الله القسري وأنه ضحى بالجعد بن درهم وقال إنه زعم أن الله لم يتخذ إبراهيم خليلا ولم يكلم موسى تكليما ثم نزل فذبحه. هذا مذهب الإمام البخاري ومذهب الإمام أحمد وأصحابهما من سائر أهل السنة، فخفي تفريق البخاري وتمييزه على جماعة من أهل السنة والحديث، ولم يفهم بعضهم مراده وتعلقوا بالمنقول عن أحمد نقلا مستفيضا أنه قال: من قال لفظي بالقرآن مخلوق فهو جهمي: ومن قال غير مخلوق فهو مبتدع، وساعد ذلك نوع حسد باطن للبخاري لما كان الله نشر له من الصيت والمحبة في قلوب الخلق واجتماع الناس عليه حيث حل، حتى هضم كثير من رياسة أهل العلم وامتعضوا لذلك، فوافق الهوى الباطن الشبهة الناشئة من القول المجمل، وتمسكوا بإطلاق الإمام أحمد وإنكاره على من قال لفظي بالقرآن مخلوق وأنه جهمي، فتركب من مجموع هذه الأمور فتنة وقعت بين أهل الحديث.»

### مع أمير بخارى

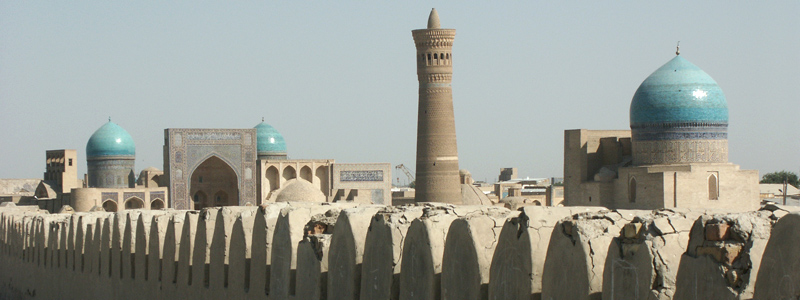
منظر بانورامي لجانب من مدينة بخارى حيث ولد الإمام البخاري، وأخرج منها في أواخر حياته

توجّه الإمام البخاري عائداً إلى بلدته بخارى بعد خروجه من نيسابور، فاستقبله الناس هناك بحفاوة وإكرام بالغين. قال أحمد بن منصور الشيرازي: «سمعت بعض أصحابنا يقول: لما قدم البخاري بخارى نصب له القباب على فرسخ من البلد، واستقبله عامة أهل البلد ونثر عليه الدنانير والدراهم والسكر الكثير.» فمكث مدّة يحدّث في مسجده، فسأله أمير بخارى خالد بن أحمد بن خالد أن يحضر إلى منزله ويقرأ كتبه على أولاده فامتنع البخاري من ذلك لئلا يحابي ناساً دون آخرين، فروى الخطيب البغدادي قال: «أن خالد بن أحمد الذهلي الأمير خليفة الطاهرية ببخارى سأل أن يحضر منزله فيقرأ «الجامع» و«التاريخ» على أولاده فامتنع أبو عبد الله عن الحضور عنده، فراسله أن يعقد مجلسا لأولاده لا يحضره غيرهم فامتنع عن ذلك أيضا وَقَالَ: لا يسعني أن أخص بالسماع قوما دون قوم» وفي رواية أخرى قال: «بعث الأمير خالد بن أحمد الذهلي والي بخارى إلى محمد ابن إسماعيل أن أحمل إلي كتاب "الجامع" و"التاريخ" وغيرهما لأسمع منك، فقال محمد بن إسماعيل لرسوله: أنا لا أذل العلم ولا أحمله إلى أبواب الناس، فإن كانت لك إلى شيء منه حاجة فأحضرني في مسجدي أو في داري، فإن لم يعجبك هذا فأنت سلطان فامنعني من المجلس  ليكون لي عذر عند الله يوم القيامة إني لا أكتم العلم لقول النبي صلى الله عليه وسلم: "من سئل عن علم فكتمه ألجم بلجام من نار".» فبقى في نفس الأمير من ذلك وكان هذا سبب الوحشة بينهما، فاستعان خالد بن أحمد بحريث بن أبي الورقاء، وغيره من أهل العلم ببخارى عليه، حتى تكلموا في مذهبه، واتفق بعد ذلك أن أرسل محمد بن يحيى الذهلي إلى خالد كتابّاً يؤلّب فيه الأمير على الإمام البخاري، فقرأ الأمير كتاب الذهلي على الناس يحرّضهم على مفارقة البخاري فأبى الناس ذلك، فأمره الأمير بعد ذلك بالخروج من بخارى، فخرج منها. قال أحمد بن منصور الشيرازي: «فكتب بعد ذلك محمد بن يحيى الذهلي إلى خالد بن أحمد أمير بخارى: إن هذا الرجل قد أظهر خلاف السنة. فقرأ كتابه على أهل بخارى، فقالوا: لا نفارقه، فأمره الأمير بالخروج من البلد، فخرج.»

## وفاته وضريحه

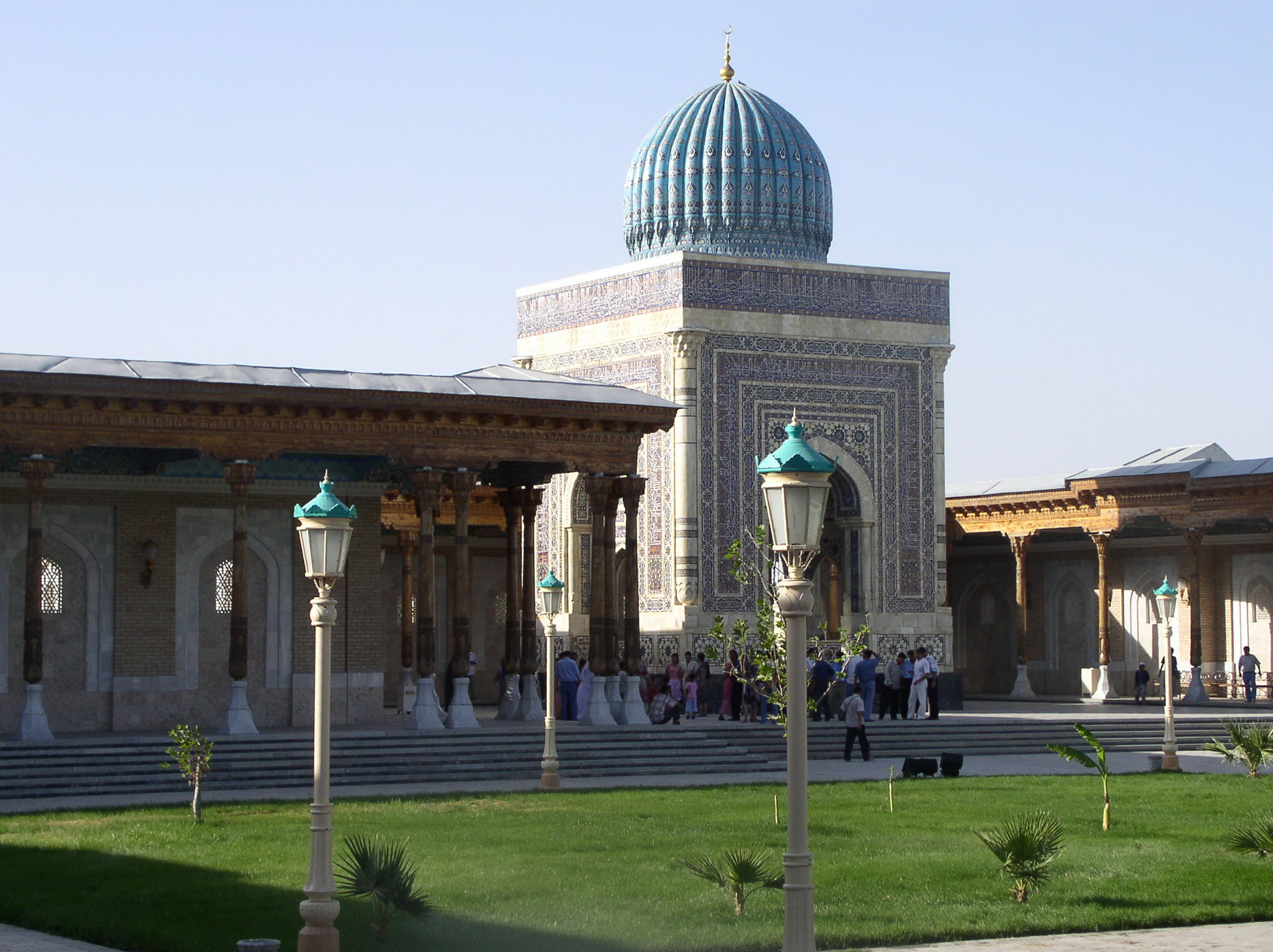
ضريح الإمام البخاري في سمرقند

بعد المحنة التي حصلت للإمام البخاري مع أمير بخارى توجّه بعدها إلى خرتنك، وهي قرية من قرى سمرقند على فرسخين منها، وكان له بها أقرباء فنزل عندهم. فأقام مدة من الزمن فمرض واشتد مرضه. وقد سُمع ليلةً من الليالي وقد فرغ من صلاة الليل يدعو ويقول في دعائه: «اللهم إنه قد ضاقت علي الأرض بما رحبت، فاقبضني إليك.» وروى محمد بن أبي حاتم قصة وفاته فقال: «سمعت غالب بن جبريل وهو الذى نزل عليه أبو عبد الله يقول: أقام أبو عبد الله عندنا أياماً فمرض واشتد به المرض، حتى جاء رسول إلى سمرقند بإخراجه، فلما وافى تهيأ للركوب، فلبس خفيه وتعمم، فلما مشى قدر عشرين خطوة أو نحوها وأنا آخذ بعضده ورجل آخر معى يقود الدابة ليركبها، فقال رحمه الله: أرسلوني فقد ضعفت. فدعا بدعوات ثم اضطجع، فقضى رحمه الله. فسال منه من العرق شئ لا يوصف. فما سكن منه العرق إلى أن أدرجناه في ثيابه. وكان فيما قال لنا وأوصى إلينا: أن كفنونى في ثلاثة أثواب بيض ليس فيها قميص ولا عمامة ففعلنا ذلك. فلما دفناه فاح من تراب قبره رائحة غالية فدام على ذلك أياماً، ثم علت سوارى بيض في السماء مستطيلة بحذاء قبره فجعل الناس يختلفون ويتعجبون. وأما التراب فإنهم كانوا يرفعون عن القبر حتى ظهر القبر ولم يكن يقدر على حفظ القبر بالحراس وغلبنا على أنفسنا فنصبنا على القبر خشباً مشبكاً لم يكن أحد يقدر على الوصول إلى القبر. وأما ريح الطيب فإنه تداوم أياما كثيرة حتى تحدث أهل البلدة وتعجبوا من ذلك. وظهر عند مخالفيه أمره بعد وفاته وخرج بعض مخالفيه إلى قبره وأظهر التوبة والندامة.» وروى الخطيب البغدادي قال: «أخبرنا علي بن أبي حامد الأصبهاني في كتابه قال: حدثنا محمد بن محمد بن مكي الجرجاني قال: سمعت عبد الواحد بن آدم الطواويسى قال: رأيت النبي صلى الله عليه وسلم في النوم ومعه جماعة من أصحابه، وهو واقف في موضع فسلمت عليه فرد السلام. فقلت: ما وقوفك يا رسول الله؟ فقال: أنتظر محمد بن إسماعيل البخاري. فلما كان بعد أيام بلغني موته، فنظرنا فإذا هو قد مات في الساعة التي رأيت النبي صلى الله عليه وسلم فيها.»
وكانت وفاته ليلة عيد الفطر السبت 1 شوال 256هـ عند صلاة العشاء وصلي عليه يوم العيد بعد الظهر ودفن، وكان عمره آنذاك اثنين وستين سنة إلا ثلاثة عشر يوما. وقبره معروف إلى الآن وله ضريح مشهور في سمرقند.

## ثناء العلماء عليه
كان البخاري موضع تقدير من شيوخه وأقرانه فتحدثوا عنه بما هو أهله وأثنوا عليه، قال النووي: «واعلم أن وصف البخاري، رحمه الله، بارتفاع المحل والتقدم في هذا العلم على الأماثل والأقران، متفق عليه فيما تأخر وتقدم من الأزمان، ويكفى في فضله أن معظم من أثنى عليه ونشر مناقبه شيوخه الأعلام المبرزون، والحُذَّاق المتقنون.» وكذلك غيرهم ممن عاصره أو جاء بعده، فمن أقوال العلماء فيه:
- قال أحمد بن حنبل: «ما أخرجت خراسان مثل محمد بن إسماعيل البخاري.»[141]
- وقال قتيبة بن سعيد: «يا هؤلاء، نظرت في الحديث وفي الرأي، وجالست الفقهاء والزهاد والعباد، فما رأيت منذ عقلت مثل محمد بن إسماعيل.»[142]
- وقال أبو حاتم الرازي: «محمد بن إسماعيل أعلم من دخل العراق.»[61]
- وقال محمد بن أبي حاتم: «سمعت محمود بن النضر أبا سهل الشافعي يقول: دخلت البصرة والشام والحجاز والكوفة ورأيت علماءها فكلما جرى ذكر محمد بن إسماعيل فضلوه على أنفسهم.»[143] وقال: «سمعت يحيى بن جعفر البيكندي يقول: لو قدرت أن أزيد من عمري في عمر محمد بن إسماعيل لفعلت فإن موتي يكون موت رجل واحد وموت محمد بن إسماعيل فيه ذهاب العلم.»[104]
- وقال مسلم بن الحجاج للبخاري: «دعني أقبل رجليك يا أستاذ الأستاذين وسيد المحدثين وطبيب الحديث في علله.»[144]
- وقال الترمذي: «لم أر أحدا بالعراق، ولا بخراسان، في معنى العلل والتاريخ ومعرفة الأسانيد كبير أحد أعلم من محمد بن إسماعيل.»[145]
- وقال أبو أحمد الحاكم: «كان البخاري أحد الأئمة في معرفة الحديث وجمعه. ولو قلت: إني لم أر تصنيف أحد يشبه تصنيفه في المبالغة والحسن لرجوت أن أكون صادقا.»[49]
- وقال ابن خزيمة: «ما رأيت تحت أديم السماء أعلم بحديث رسول الله صلى الله عليه وسلم، ولا أحفظ له من محمد بن إسماعيل البخاري.»[146]
- وقال عبد الرحمن بن أبي حاتم الرازي: «حدّثني حاتم بن مالك الورّاق قال:سمعت علماء مكة يقولون: محمد بن إسماعيل إمامنا، وفقيهنا وفقيه خراسان.»[147]
- وقال أبو عبد الله الحاكم النيسابوري: «هو إمام أهل الحديث بلا خلاف بين أهل النقل.»[148]
- وقال أبو الحجاج المزي: «إمام هذا الشأن والمقتدى به فيه والمعول على كتابه بين أهل الإسلام.»[149]
- وقال الذهبي: «البخاري شيخ الإسلام وإمام الحفاظ. كان رأسًا في الذكاء، رأسا في العلم، ورأسًا في الورع والعبادة.»[41] وقال: «كان من أوعية العلم، يتوقد ذكاء، ولم يخلف بعده مثله.»[150]
- وقال ابن كثير: «أبو عبد الله البخاري الحافظ، إمام أهل الحديث في زمانه، والمقتدى به في أوانه، والمقدم على سائر أضرابه وأقرانه.»[151]
- وقال زين الدين العراقي: «البخاري الحافظ العلم أمير المؤمنين في الحديث.»[152]
- وقال تاج الدين السبكي: «كان البخاري إمام المسلمين وقدوة المؤمنين وشيخ الموحدين والمعول عليه في أحاديث سيد المرسلين.»[100]
- وقال شمس الدين الكرماني: «البخاري إمام أئمة الحديث، والمقتدى به في هذا الشأن.»[153]
- وقال ابن حجر العسقلاني: «أبو عبد الله البخاري جبل الحفظ وإمام الدنيا في فقه الحديث.»[154] وقال: «هو الإمام العلم الفرد تاج الفقهاء، عمدة المحدثين، سيد الحفاظ.»[155]
- وقال ابن ناصر الدين: «تخرج به أرباب الدراية، وانتفع به أهل الرواية، وكان فرد زمانه، حافظاً للسانه، ورعاً في جميع شأنه، هذا مع علمه العزيز، وإتقانه الكثير، وشدة عنايته بالأخبار، وجودة حفظه للسنن والآثار، ومعرفته بالتاريخ وأيام الناس ونقدهم، مع حفظ أوقاته وساعاته، والعبادة الدائمة إلى مماته. ولقد كان كبير الشأن، جليل القدر، عديم النظير، لم ير أحد شكله، ولم يخلف بعده مثله.»[113]
- وقال الشوكاني: «البخاري حافظ الإسلام وإمام أئمته الأعلام.»[156]

وغيرهم كثير. قال ابن حجر العسقلاني: «ولو فتحت باب ثناء الأئمة عليه ممن تأخر عن عصره لفنى القرطاس ونفدت الأنفاس فذاك بحر لا ساحل له.»

## من أقواله
- «ما وضعت في كتابي الصحيح حديثا إلا اغتسلت قبل ذلك وصليت ركعتين.»[158]
- «لا أعلم شيئا يُحتاج إليه إلا وهو في الكتاب والسنة.»[49]
- «ما جلست للحديث حتى عرفت الصحيح من السقيم وحتى نظرت في عامة كتب الرأي وحتى دخلت البصرة خمس مرات أو نحوها فما تركت بها حديثًا صحيحًا إلا كتبته إلا ما لم يظهر لي.»[159]
- «ما أردت أن أتكلم بكلامٍ فيه ذكر الدنيا إلا بدأت بحمد الله والثناء عليه.»[160]
- «أرجو أن ألقى الله ولا يحاسبني أني اغتبت أحدا.»[161]

## في الثقافة العامة

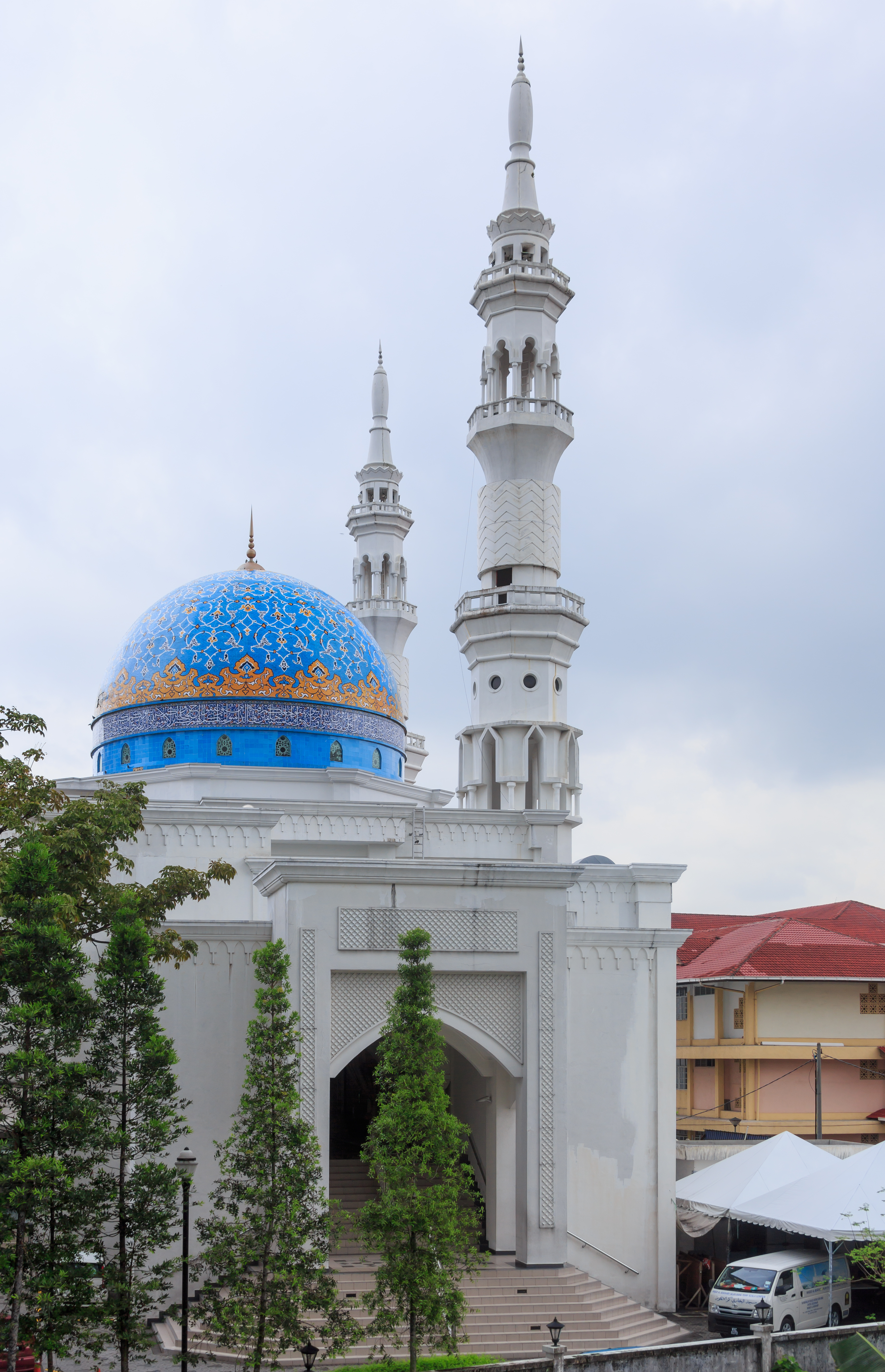
مسجد الإمام البخاري في كوالالمبور

كان من مكانة الإمام البخاري الكبيرة أن أطلق اسمه تكريماً على عدد كبير من المساجد والمدارس والمعاهد وغيرها من الصروح في مختلف دول العالم. ومنها مسجد مؤسسة البخاري في كوالالمبور، ماليزيا. وغيرها من المساجد في مدن العالم كالزقازيق وطنطا وبورسعيد والمدينة النبوية ووهران والدمام والخبر ووجلجولية وغيرها. ومن المعاهد: معاهد البخاري الأزهرية للغات في القاهرة ومعهد الإمام البخاري للدراسات الإسلامية في عكار. ومعهد الإمام البخاري في بوسطن ومعهد البخاري في منيابولس. وغيرها من المدارس الابتدائية والثانوية المنتشرة في أرجاء العالم.
ومن صور تقديره والحفاوة به إصدار طابعا بريديا يُظهر رسماً تعبيرياً له في مصر عام 1969م.

### أدبيّاً
تناول العديد من العلماء والمؤرخون والكتّاب سيرة حياة الإمام البخاري وعرضوها سرداً وتحليلاً وأُلّفت عنه المصنّفات والرسائل والأطروحات. وتنوّعت موضوعات هذه المؤلفات فاقتصر بعضها على عرض ترجمته من خلال سبر أخباره في كتب التاريخ والطبقات والرجال، وتوسّع بعضها في تناول جميع ما تعلّق به سواءً من أخبار وتراجم شيوخه وتلاميذه ورحلاته في البلدان والأمصار أو من لقيهم وحدّث عنهم ومن تكلّم فيهم، أو عن منهجه في تصحيح الأحاديث وتضعيفها في كتاب الجامع الصحيح والفوائد الفقهية المستنبطة من تراجم أبوابه، وما تكلّم به العلماء من دراسة ونقد للكتاب وردود واعتراضات العلماء عليها وما يختص بذلك من أمور الصنعة الحديثية. بالإضافة إلى عناية العلماء بكتاب الصحيح ومؤلفاتهم حوله من شروح ومختصرات وتعاليق ومستدركات ومستخرجات وغيرها من المسائل.
ومن أشهر هذه المؤلفات:
- جزء فيه ترجمة البخاري، للذهبي، محمد بن أحمد بن عثمان بن قايماز. (تحميل الكتاب PDF) (طبعة مؤسسة الريان)
- تحفة الإخباري بترجمة البخاري، لابن ناصر الدين، محمد بن عبد الله بن محمد القيسي الدمشقي الشافعي. (تحميل الكتاب Bok) (طبعة دار البشائر الإسلامية)
- هداية الساري لسيرة البخاري، لابن حجر العسقلاني. (طبعته دار البشائر)
- الفوائد الدراري في ترجمة الإمام البخاري، لإسماعيل بن محمد العجلوني. (تحميل الكتاب PDF) (طبعة دار النوادر)
- الإمام البخاري أستاذ الأستاذين وإمام المحدثين وحجة المجتهدين وصاحب الجامع المسند الصحيح، لعبد الستار الشيخ. (تحميل الكتاب PDF) (طبعة دار القلم)
- الإمام البخاري إمام الحفاظ والمحدثين، لتقي الدين الندوي المظاهري. (تحميل الكتاب PDF) (طبعة دار القلم)
- سيرة الإمام البخاري سيّد الفقهاء وإمام المحدّثين، لعبد السلام المباركفوري. (تحميل الكتاب PDF: المجلد الأول - المجلد الثاني) (طبعة دار عالم الفوائد)
- حياة البخاري، لمحمد جمال الدين القاسمي. (تحميل الكتاب PDF) (طبعة دار النفائس)
- الإمام البخاري محدثًا وفقيهًا، للحسيني عبد المجيد هاشم.

### إعلاميّاً

الممثل أشرف عبد الغفور في دور الإمام البخاري

جُسّدت شخصية الإمام البخاري في بعض الأعمال الفنية مثل مسلسل «الإمام البخاري»، من إخراج تيسير عبود والذي عرض عام 1982. وقام بدور البخاري الممثّل أشرف عبد الغفور. كما ظهر أيضا في مسلسل «الإمام مسلم» وجسّد شخصيّته أيضا الممثّل أشرف عبد الغفور في دور ثانوي. كما عرضت شخصية الإمام البخاري في فيلم تلفزيوني طويل كأحد حلقات مسلسل «أئمة الهدى» من إخراج حمدي النبوي.

## هوامش
- 1 الحافظ: هو لقب يُطلق على من حفظ عدداً كبيراً جداً من الأحاديث وكانت له معرفة متقنة بأحوال الرواة والأسانيد. قال ابن سيد الناس: «هو من اشتغل بالحديث رواية ودراية واطلع على كثير من الرواة والروايات في عصره وتميز بذلك حتى عُرف فيه خطه واشتهر فيه ضبطه، ثمّ توسع في ذلك حتى عَرَف شيوخه وشيوخ شيوخه، طبقة بعد طبقة.»[164] وقال ابن حجر العسقلاني: «الشروط التي إذا اجتمعت اليوم في الراوي سموه حافظا هي: الشهرة بالطلب أو الأخذ من أفواه الرجال لا من الصحف، ومعرفة التعديل والتجريح لطبقات الرواة ومراتبهم، وتمييز الصحيح من السقيم حتى يكون ما يستحضره من ذلك أكثر مما لا يستحضره، مع حفظ الكثير من المتون.»[165]
- 2 أمير المؤمنين في الحديث: هو من تبحر في علمي الحديث رواية ودراية، وأحاط علمه بجميع الأحاديث ورواتها جرحًا وتعديلًا، وبلغ في حفظ كل ذلك الغاية، ووصل في فهمه النهاية، وجرب في كل ذلك فلم يأخذ عليه آخذ، وإنما حاز قصب السبق في كل ذلك، وفاق حفظًا وإتقانًا وتعمقًا في علم الحديث وعلله كل من سبقه حتى صار مرجعًا لمن يأتي بعده، فهو من أرفع ألقاب المحدثين وأعلاه.[166] قال الشيخ أحمد محمد شاكر: «أطلق المحدثون ألقاباً على العلماء بالحديث: فأعلاها: أمير المؤمنين في الحديث، وهذا لقب لم يظفر به إلا الأفذاذ النوادر، الذي هم أئمة هذا الشأن والمرجع إليهم فيه، كشعبة بن الحجاج وسفيان الثوري وإسحاق بن راهويه وأحمد بن حنبل والبخاري والدارقطني، وفي المتأخرين ابن حجر العسقلاني رضي الله عنهم جميعاً.»[167]
- 3 بردزبه: لفظة بخارية فارسية ومعناها بالعربية: الزارع أو الفلّاح.[168][169]
- 4 الولاء بالإسلام: أي أن من أسلم على يد شخص فولاءه له، وهو نوع من الروابط التي جعلها الإسلام لتوثيق عرى الوحدة وتأكيد الأخوة بين المسلمين[170]
- 5 الجعفيين ومفردها جعفي: نسبة إلى قبيلة جعفي بن سعد العشيرة وهي من مذحج، إحدى القبائل اليمنية القديمة.[171]

## مقالات ذات صلة
| - القرآن الكريم. - الإسلام. - أركان الإسلام. - توحيد. | - محمد بن عبد الله. - أهل السنة والجماعة. - السلف الصالح. - مدارس أهل السنة. | - أهل الحديث. - الحديث النبوي - الكتب الستة - مسلم بن الحجاج |